# لو إدواردز
لو إدواردز (بالإنجليزية: Llew Edwards)‏ مواليد 22 أكتوبر 1894 في ويلز، كان ملاكم محترف ويلزي صنّف ضمن فئة وزن الريشة.

## إحصائيات
خاض خلال مسيرته 61 نزالا، فاز في 48 وتعادل في 3 وخسر في 10. فاز بالضربة القاضية في 26 نزالا.

## روابط خارجية
- لو إدواردز على موقع بوكس ريك (الإنجليزية) (registration required)